# Abitibi (jezero)
Abitibi je jezero u Kanadi, površine 932 km², na granici Québeca i Ontarija, južno od James Baya.

## Opis
Sastoji se praktično od dva jezera povezanih uskim prolazom, dugo do 100 kilometara. Obale i cijela regija su dobro pošumljene, temelj razvoja tamošnje papirne industrije u Iroquois Fallsu u sjeveroistočnom Ontariju. Obale jezera u prošlosti su bile dom Abitibi Indijancima, jednoj od lokalnih grupa Algonkina, danas nastanjenih na rezervatima. Iz jezera izvire rijeka Abitibi i završava svoj put nakon 370 kilometara (230 milja) u James Bayu. Poznato turističko odredište. 